# Molossus paranaensis
Molossus paranaensis — вид рукокрилих ссавців, описаний на основі молекулярних і морфологічних відмінностей. Цей нещодавно виявлений вид демонструє широке поширення в басейні річки Парана в трьох різних екорегіонах. Слід зазначити, що цей вид є псевдо-криптичним щодо подібних за розміром видів, таких як M. molossus і M. melini. Крім того, важливо зазначити, що ареали поширення всіх видів в Аргентині збігаються. Отже, це дослідження дає цінну інформацію про різноманітність і поширення молосів в Аргентині, використовуючи молекулярний і морфологічний аналіз. Відкриття нового виду підкреслює постійну важливість комплексних дослідницьких зусиль для розуміння та збереження популяції кажанів у неотропіках.